# Подгорное (Северо-Казахстанская область)
Подгорное (каз. Подгорное) — село в Кызылжарском районе Северо-Казахстанской области Казахстана. Входит в состав Кызылжарского сельского округа. Код КАТО — 595050500.

## Население
В 1999 году население села составляло 521 человек (264 мужчины и 257 женщин). По данным переписи 2009 года, в селе проживало 472 человека (249 мужчин и 223 женщины).